# Černá (Staré Hamry)

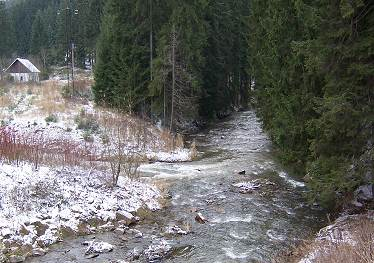
soutok Černé a Bílé Ostravice

Černá je osada v Zadních horách, v Moravskoslezských Beskydech. Po administrativní stránce spadá pod obec Staré Hamry. Část osady stojí na soutoku Černé a Bílé Ostravice, o kus dál se do Ostravice vlévá potok Dýchanec.

## Dostupnost
Osadou prochází silnice I/56, kterou do osady zajíždí autobusová doprava, od Ostravice podél vodní nádrže Šance a následně pokračující směrem na Bílou. U soutoku se od ní odděluje silnice II/484 vedoucí k osadě Konečná. Přes osadu vede zeleně značená turistická stezka od Bílého Kříže, pokračující na Bílou. Svůj počátek tu má také modrá turistická značka mířící k rozcestníku u osady Janikula. Cyklisty sem přivedou cyklotrasy 461 (od Starých Hamrů na Konečnou), 6176 (na Bílou) a 6181 (od Bílého Kříže na Kavalčanky).